# All That
All That é um programa infantil 
da televisão americana, criada por Brian Robbins e Mike Tollin. A série foi ao ar originalmente na Nickelodeon de 16 de abril de 1994 a 22 de outubro de 2005, durando dez temporadas, e foi produzida pela Tollin/Robbins Productions e pela Schneider's Bakery na décima temporada. O episódio piloto foi exibido originalmente como uma "prévia" especial em 16 de abril de 1994, com a série estreando oficialmente como uma série regular em 21 de janeiro de 1995.
A série apresenta esquetes cômicos curtos originais e convidados musicais semanais voltados para o público jovem. Seus esquetes parodiam a cultura pop e são interpretados por um elenco amplo e variado de atores mirins e adolescentes. Os primeiros episódios foram gravados no Nickelodeon Studios na Universal Orlando Resort e depois transferidos para Hollywood, no Nickelodeon on Sunset Theatre, onde outros programas da Nickelodeon, como The Amanda Show, Kenan & Kel e Drake & Josh, foram gravados.
All That se tornou uma atração constante na Nickelodeon por mais de uma década e recebeu elogios por seu elenco diversificado e impacto na televisão infantil. A série gerou diversos membros do elenco a estrearem suas próprias séries de televisão da Nickelodeon, com vários níveis de sucesso. Foi comercializada de várias maneiras, incluindo gravações de áudio, livros, um longa-metragem (com uma sequência), turnê de festivais e inúmeras reuniões e especiais celebrando o legado do programa.

## Elenco
| Intérprete        | Aparições por temporada | Aparições por temporada | Aparições por temporada | Aparições por temporada | Aparições por temporada | Aparições por temporada | Aparições por temporada | Aparições por temporada | Aparições por temporada | Aparições por temporada | Aparições por temporada |
| Intérprete        | 1                       | 2                       | 3                       | 4                       | 5                       | 6                       | 7                       | 8                       | 9                       | 10                      | 11                      |
| ----------------- | ----------------------- | ----------------------- | ----------------------- | ----------------------- | ----------------------- | ----------------------- | ----------------------- | ----------------------- | ----------------------- | ----------------------- | ----------------------- |
| Josh Server       | Principal               | Principal               | Principal               | Principal               | Principal               | Principal               |                         |                         |                         |                         |                         |
| Kenan Thompson    | Principal               | Principal               | Principal               | Principal               | Principal               |                         |                         |                         |                         |                         |                         |
| Kel Mitchell      | Principal               | Principal               | Principal               | Principal               | Principal               |                         |                         |                         |                         |                         |                         |
| Lori Beth Denberg | Principal               | Principal               | Principal               | Principal               |                         |                         |                         |                         |                         |                         |                         |
| Katrina Johnson   | Principal               | Principal               | Principal               |                         |                         |                         |                         |                         |                         |                         |                         |
| Alisa Reyes       | Principal               | Principal               | Principal               |                         |                         |                         |                         |                         |                         |                         |                         |
| Angelique Bates   | Principal               | Principal               |                         |                         |                         |                         |                         |                         |                         |                         |                         |
| Amanda Bynes      |                         |                         | Principal               | Principal               | Principal               | Principal               |                         |                         |                         |                         |                         |
| Tricia Dickson    |                         |                         | Recorrente              |                         |                         |                         |                         |                         |                         |                         |                         |
| Leon Frierson     |                         |                         |                         | Principal               | Principal               | Principal               |                         |                         |                         |                         |                         |
| Christy Knowings  |                         |                         |                         | Principal               | Principal               | Principal               |                         |                         |                         |                         |                         |
| Danny Tamberelli  |                         |                         |                         | Principal               | Principal               | Principal               |                         |                         |                         |                         |                         |
| Victor Cohn-Lopez |                         |                         |                         | Recorrente              |                         |                         |                         |                         |                         |                         |                         |
| Zach McLemore     |                         |                         |                         | Recorrente              |                         |                         |                         |                         |                         |                         |                         |
| Nick Cannon       |                         |                         |                         |                         | Recorrente              | Principal               |                         |                         |                         |                         |                         |
| Mark Saul         |                         |                         |                         |                         | Recorrente              | Principal               |                         |                         |                         |                         |                         |
| Gabriel Iglesias  |                         |                         |                         |                         |                         | Principal               |                         |                         |                         |                         |                         |
| Chelsea Brummet   |                         |                         |                         |                         |                         |                         | Principal               | Principal               | Principal               | Principal               |                         |
| Jack DeSena       |                         |                         |                         |                         |                         |                         | Principal               | Principal               | Principal               | Principal               |                         |
| Lisa Foiles       |                         |                         |                         |                         |                         |                         | Principal               | Principal               | Principal               | Principal               |                         |
| Kyle Sullivan     |                         |                         |                         |                         |                         |                         | Principal               | Principal               | Principal               | Principal               |                         |
| Bryan Hearne      |                         |                         |                         |                         |                         |                         | Principal               | Principal               | Principal               |                         |                         |
| Shane Lyons       |                         |                         |                         |                         |                         |                         | Principal               | Principal               | Principal               |                         |                         |
| Giovonnie Samuels |                         |                         |                         |                         |                         |                         | Principal               | Principal               | Principal               |                         |                         |
| Jamie Lynn Spears |                         |                         |                         |                         |                         |                         |                         | Principal               | Principal               |                         |                         |
| Christina Kirkman |                         |                         |                         |                         |                         |                         |                         |                         | Principal               | Principal               |                         |
| Ryan Coleman      |                         |                         |                         |                         |                         |                         |                         |                         | Principal               | Principal               |                         |
| Kianna Underwood  |                         |                         |                         |                         |                         |                         |                         |                         |                         | Principal               |                         |
| Denzel Whitaker   |                         |                         |                         |                         |                         |                         |                         |                         |                         | Principal               |                         |
| Lil' JJ           |                         |                         |                         |                         |                         |                         |                         |                         |                         | Recorrente              |                         |
| Ryan Alessi       |                         |                         |                         |                         |                         |                         |                         |                         |                         |                         | Principal               |
| Reece Caddell     |                         |                         |                         |                         |                         |                         |                         |                         |                         |                         | Principal               |
| Kate Godfrey      |                         |                         |                         |                         |                         |                         |                         |                         |                         |                         | Principal               |
| Gabrielle Green   |                         |                         |                         |                         |                         |                         |                         |                         |                         |                         | Principal               |
| Nathan Janak      |                         |                         |                         |                         |                         |                         |                         |                         |                         |                         | Principal               |
| Lex Lumpkin       |                         |                         |                         |                         |                         |                         |                         |                         |                         |                         | Principal               |
| Chinguun Sergelen |                         |                         |                         |                         |                         |                         |                         |                         |                         |                         | Principal               |

## Episódios
| Temporada | Temporada | Episódios | Episódios | Originalmente exibido  | Originalmente exibido   |
| Temporada | Temporada | Episódios | Episódios | Estreia da temporada   | Final da temporada      |
| --------- | --------- | --------- | --------- | ---------------------- | ----------------------- |
|           | 1         | 15        | 15        | 16 de abril de 1994    | 29 de abril de 1995     |
|           | 2         | 21        | 21        | 7 de outubro de 1995   | 26 de outubro de 1996   |
|           | 3         | 20        | 20        | 16 de novembro de 1996 | 8 de novembro de 1997   |
|           | 4         | 21        | 21        | 15 de novembro de 1997 | 5 de dezembro de 1998   |
|           | 5         | 24        | 24        | 19 de dezembro de 1998 | 8 de janeiro de 2000    |
|           | 6         | 19        | 19        | 15 de janeiro de 2000  | 24 de fevereiro de 2001 |
|           | 7         | 13        | 13        | 19 de janeiro de 2002  | 4 de maio de 2002       |
|           | 8         | 14        | 14        | 21 de setembro de 2002 | 26 de julho de 2003     |
|           | 9         | 16        | 16        | 11 de outubro de 2003  | 21 de fevereiro de 2004 |
|           | 10        | 13        | 13        | 23 de abril de 2005    | 22 de outubro de 2005   |
|           | 11        | 35        | 35        | 15 de junho de 2019    | 17 de dezembro de 2020  |

## Impacto e legado
All That é altamente considerado por seu grande e diversificado elenco, tanto em termos de etnia quanto de gênero. O programa foi elogiado na The Atlantic por quebrar as normas clássicas estabelecidas na TV infantil com seu elenco, humor irreverente e sem remorso e personagens infantis interpretados por crianças de verdade.
Quando All That estreou em 1994, a televisão ainda era segregada principalmente por raça, como mostrado por sitcoms populares como Seinfeld (onde o elenco é completamente branco) ou Martin (onde o elenco é inteiramente negro); até mesmo o Saturday Night Live era dominado por comediantes brancos do sexo masculino. Robbins, Schneider e Tollin queriam que o programa refletisse seu público e também buscaram diferentes atos musicais (alternativo, hip hop e R&B, entre outros) para abraçar a diversidade.